# Francis Pilkington
Francis Pilkington (ur. około 1570, zm. 1638 w Chester) – angielski kompozytor.

## Życiorys
Uzyskał bakalaureat na Lincoln College w Oksfordzie (1595). Od 1602 roku związany był z katedrą w Chester, gdzie w 1612 roku uzyskał stopień kanonika mniejszego, a od 1614 roku pełnił posługę pastora. Od 1623 roku był również kantorem katedralnego chóru. W latach 1631–1634/36 był rektorem kościoła w Aldford.
Chociaż sprawował posługę liturgiczną, nie pozostawił po sobie utworów o charakterze religijnym. Opublikował 4-głosowych pieśni polifonicznych z akompaniamentem lutni The First Booke of Songs or Ayres (Londyn 1605) oraz dwa zbiory madrygałów: The First Set of Madrigals and Pastorals (Londyn 1613) i The Second Booke of Madrigals and Pastorals (Londyn 1624). W swoich utworach nawiązywał do dorobku współczesnych sobie kompozytorów angielskich, jego utwory wykazują jednak w porównaniu z nimi znaczne braki warsztatowe.